# Récord de la hora
En ciclismo, el récord de la hora es la mayor distancia recorrida sobre la bicicleta en una hora, prueba generalmente realizada en un velódromo.

## Historia

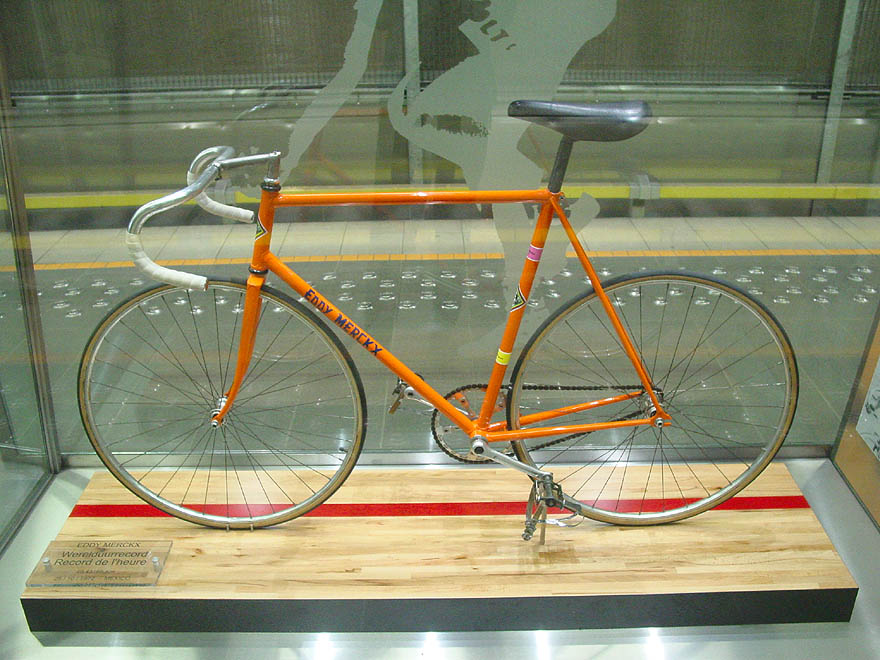
Bicicleta del récord de la hora de 1972 de Eddy Merckx, expuesta en la estación de metro de Eddy Merckx en Bruselas, Bélgica.

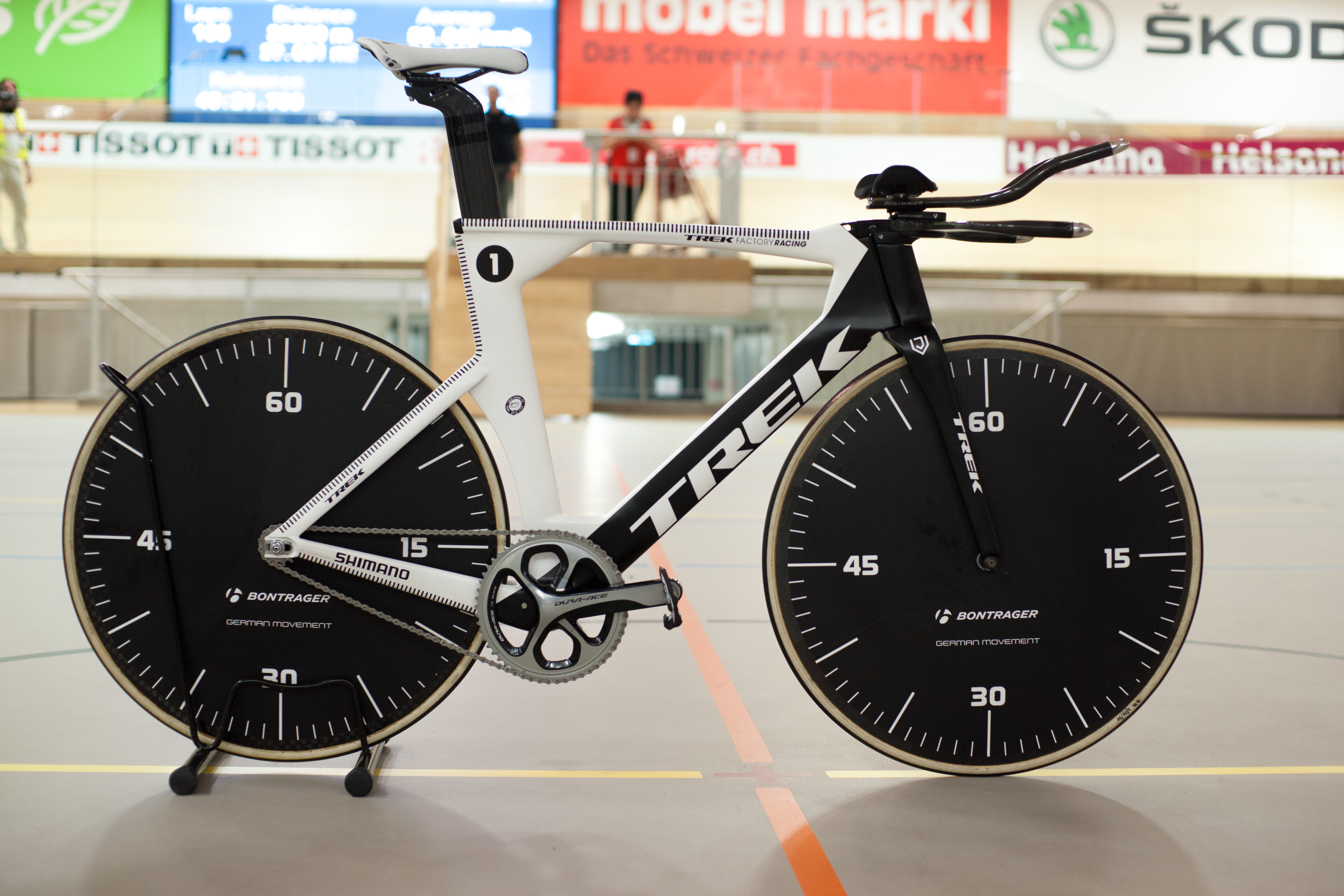
Bicicleta del récord de la hora de 2014 de Jens Voigt.

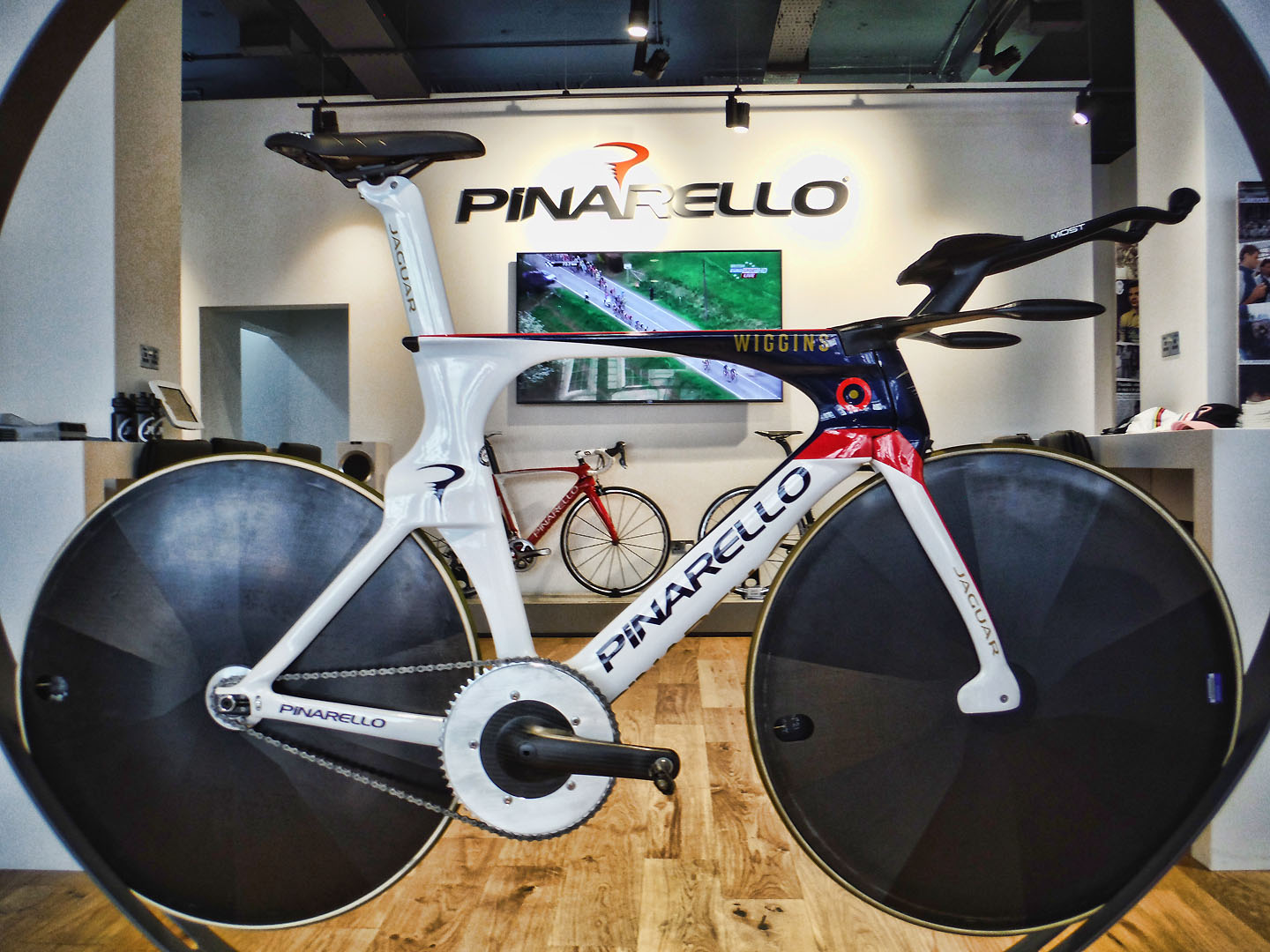
Bicicleta del récord de la hora de 2015 de Bradley Wiggins.

### Primeros récords
Henri Desgrange fue el primero en acometer el reto del récord de la hora, en 1893 en París.

### Controversia sobre el tipo de bicicleta
El 7 de julio de 1933, Francis Faure estableció un nuevo récord utilizando una bicicleta reclinada con forma aerodinámica, pero fue desestimado en 1934 por la UCI, que prohibió tales bicicletas. Esto condujo a una discusión sobre la prueba y a una división de la misma. Por un lado, se permitirían todo tipo de modificaciones al vehículo, con la única excepción de que debe ser el corredor quien provea la energía para el movimiento; el organismo regulador de este récord pasaría a ser la IHPVA (Internacional Human Powered Vehicle Association). Por otro lado, solo se permitiría el uso de bicicletas estándar; el organismo regulador sería la UCI (Unión Ciclista Internacional).
La definición del récord de la hora a cargo de la UCI no era del todo estricta, y se permitían ciertas innovaciones. En los años 1980, Francesco Moser batiría en dos ocasiones el récord establecido por Eddy Merckx en 1972, gracias al uso de ruedas lenticulares y un cuadro más aerodinámico. La marca de Moser no solo ha sido controvertida por incluir elementos ajenos a la bicicleta estándar, sino también por rumores acerca del dopaje. Moser era entrenado por el doctor Michele Ferrari, reconocido impulsor de métodos de dopaje tales como las transfusiones de sangre o el uso de EPO.
En los años 1990, Graeme Obree, un ciclista que construía sus propias bicicletas, consiguió dos nuevas marcas utilizando dos extravagantes posturas: la primera, conocida como postura "huevo", con los brazos juntos sobre el pecho; y la segunda, conocida como postura "superman", con los brazos completamente estirados hacia delante. Ambas posturas crearon una gran controversia y, aunque se permitieron ambas marcas, se prohibieron para el futuro. Obree y Chris Boardman, en aquellos años, entraron en una especie de duelo por mantener el mayor récord.

### Cambios en la reglamentación
En septiembre de 2000, la UCI modificó las reglas del Récord de la hora no permitiendo utilizar cascos de contrarreloj, ruedas especiales o cuadros aerodinámicos ya que desde los años 1980, las bicicletas con las que se participaba comenzaron a sufrir un profundo rediseño, fruto del avance de la tecnología y las técnicas de mejora de la aerodinámica. Gracias a estos avances, se llegó hasta el récord de Chris Boardman, que recorrió 56,375 km, casi 7 km más que el último récord que se había realizado sobre una bicicleta "normal". La UCI determinó que los récords obtenidos con bicicletas modificadas no serían válidos y, a partir de entonces, todo intento de superar el récord de la hora debería ser realizado con una bicicleta estándar. De esta forma, todos los récords logrados desde la marca de Eddy Merckx, quedaron englobados en una nueva categoría denominada "Mejor esfuerzo humano".
En octubre de ese mismo año, Boardman superó el récord de Eddy Merckx en tan solo diez metros y a partir de allí debido al cambio en las normas la prueba fue perdiendo interés, tanto por parte de los ciclistas, como de los fabricantes de bicicletas. En 2005, hubo un nuevo intento por parte del checo Ondřej Sosenka que superaría la marca del corredor británico y establecería el nuevo récord en 49,700 km.

### Nuevos cambios para facilitar nuevos récords
El escaso interés en batir el récord de la hora, llevó a que la UCI se replanteara el cambio de normas que había aplicado y en mayo de 2014, decidió volver a permitir las bicicletas, ruedas y cascos especiales. Motivados por el cambio, el fabricante Trek diseñó una nueva bicicleta con la que el alemán Jens Voigt estableció un nuevo récord de 51,115 km el 18 de septiembre de ese año. Poco más de un mes después, el austríaco Matthias Brändle superó la marca de Voigt, pero el 9 de febrero de 2015 Rohan Dennis estableció un nuevo récord en 52,491 km con una bicicleta BMC. Posteriormente, el día 2 de mayo de 2015 el inglés Alex Dowsett estableció en el velódromo de Mánchester una nueva marca de 52,937 km a bordo de una bicicleta Canyon equipada con componentes Campagnolo especiales para la ocasión

## Plusmarcas homologadas por la IHPVA
La International Human Powered Vehicle Association (IHPVA) registra las siguientes plusmarcas de la hora:

### Hombres. Individual
| Fecha Día-mes-año | Lugar                        | Altitud (m s. n. m.) | Competidor      | Vehículo         | Vehículo        | Trayecto recorrido (en kilómetros) |
| Fecha Día-mes-año | Lugar                        | Altitud (m s. n. m.) | Competidor      | Denominación     | Diseñador       | Trayecto recorrido (en kilómetros) |
| 1932              | Francia                      | 1                    | Marcel Berthet  | Std bicycle      | Marcel Berthet  | 49,99                              |
| 1938              | Francia                      | 1                    | François Faure  | Recumbent bike   | M. Mochet       | 50,53                              |
| 05-05-1979        | Ontario, Canadá              | 301                  | Ron Skarin      | Teledyne Titan   | Chester Kyle    | 51,31                              |
| 04-05-1980        | Ontario, Canadá              | 301                  | Eric Edwards    | Vector           | Al Voigt        | 59,45                              |
| 29-09-1984        | Indianápolis, Estados Unidos | 233                  | Fred Markham    | Gold Rush        | Gardner Martin  | 60,35                              |
| 10-09-1985        | Inglaterra                   | 1                    | Richard Crane   |                  | Derek Henden    | 66,30                              |
| 28-08-1986        | Vancouver, Canadá            | 3                    | Fred Markham    | Gold Rush        | Gardner Martin  | 67,01                              |
| 15-09-1989        | Adrian, Estados Unidos       | 243                  | Fred Markham    | Gold Rush        | Gardner Martin  | 73,00                              |
| 08-09-1990        | Bedfordshire, Inglaterra     | 1                    | Pat Kinch       | Bean             | Miles Kingsbury | 75,57                              |
| 27-07-1996        | Múnich, Alemania             | 495                  | Lars Teutenberg | Tomahawk II      | Guido Mertens   | 78,04                              |
| 29-07-1998        | Blainville, Canadá           | 68                   | Sam Whittingham | Varna            | Georgi Georgiev | 79,136                             |
| 07-08-1999        | Dudenhofen, Alemania         |                      | Lars Teutenberg | White Hawk       |                 | 81,158                             |
| 27-07-2002        | Dudenhofen, Alemania         | 135                  | Lars Teutenberg | White Hawk       | Vector/IKV      | 82,60                              |
| 19-11-2003        | Uvalde, Estados Unidos       |                      | Sam Whittingham | Varna Diablo     | Georgi Georgiev | 83,72                              |
| 31-07-2004        | Dudenhofen, Alemania         |                      | Sam Whittingham | Varna Diablo     | Georgi Georgiev | 84,22                              |
| 02-07-2006        | Casa Grande, Estados Unidos  |                      | Fred Markham    | Easy Rush        | Georgi Georgiev | 85,99                              |
| 04-2007           | Casa Grande, Estados Unidos  |                      | Sam Whittingham | Varna Diablo III | Georgi Georgiev | 86,77                              |
| 12-07-2008        | Schipau, Alemania            | 109                  | Damjan Zabovnik | Eivie II         | Eivie Team      | 87,123                             |
| 19-07-2009        | Romeo, Estados Unidos        | 295                  | Sam Whittingham | Varna Tempest    | Georgi Georgiev | 90,60                              |

Una marca no homologada por la IHPVA a 2015 es la conseguida por el suizo Francesco Russo el 2 de agosto de 2011 al recorrer 91,556 kilómetros en la pista ovalada Dekra en Klettwitz, Alemania. La máquina, denominada Eiviestretto, fue construida por el equipo del esloveno Damjan Zabovnik con la finalidad de batir el récord de la hora. De dos ruedas, setenta centímetros de altura, veintiún kilogramos de peso, 0,238 metros cuadrados de área frontal, con el casco de componentes de carbono y con una cubierta de vidrio acrílico, el vehículo fue impulsado desde la rueda trasera de 50,8 centímetros de diámetro. Se procuró minimizar la resistencia aerodinámica mediante la reducción de la superficie frontal. El piloto, en decúbito supino y en sentido opuesto al del movimiento (es decir, con la cabeza en la parte delantera del vehículo y los pies en la trasera), con un casco montado en la rueda delantera y con el exclusivo movimiento de sus piernas, por la estrechez del habitáculo, consiguió superar por casi un kilómetro el registro del múltiple plusmarquista Sam Whittingham logrado en 2009.

### Hombres. Individual. En pista
| Fecha Día-mes-año | Lugar           | Altitud (m s. n. m.) | Competidor   | Vehículo     | Vehículo  | Trayecto recorrido (en kilómetros) |
| Fecha Día-mes-año | Lugar           | Altitud (m s. n. m.) | Competidor   | Denominación | Diseñador | Trayecto recorrido (en kilómetros) |
| 03-05-1976        | Ontario, Canadá | 301                  | Eric Edwards | Vector       | Al Voigt  | 59,45                              |

### Hombres. Individual. Propulsión desde hombros
| Fecha Día-mes-año | Lugar                  | Altitud (m s. n. m.) | Competidor  | Vehículo     | Vehículo    | Trayecto recorrido (en kilómetros) |
| Fecha Día-mes-año | Lugar                  | Altitud (m s. n. m.) | Competidor  | Denominación | Diseñador   | Trayecto recorrido (en kilómetros) |
| 05-12-1998        | Mánchester, Inglaterra |                      | Kevin Doran | Protobike    | J. Woolrich | 31,47                              |
| 19-06-1999        | Mánchester, Inglaterra |                      | Kevin Doran | Protobike    | J. Woolrich | 33,11                              |

### Hombres. En equipo
| Fecha Día-mes-año | Lugar           | Altitud (m s. n. m.) | Competidores                | Vehículo      | Vehículo  | Trayecto recorrido (en kilómetros) |
| Fecha Día-mes-año | Lugar           | Altitud (m s. n. m.) | Competidores                | Denominación  | Diseñador | Trayecto recorrido (en kilómetros) |
| 04-05-1980        | Ontario, Canadá | 301                  | Ron Skarin y Eric Hollander | Vector Tandem | Al Voigt  | 74,51                              |

### Hombres. Categoría júnior. Individual
| Fecha Día-mes-año | Lugar                       | Altitud (m s. n. m.) | Competidor        | Competidor     | Vehículo     | Vehículo   | Trayecto recorrido (en kilómetros) |
| Fecha Día-mes-año | Lugar                       | Altitud (m s. n. m.) | Nombre y apellido | Edad (en años) | Denominación | Diseñador  | Trayecto recorrido (en kilómetros) |
| 07-04-2007        | Casa Grande, Estados Unidos | 135                  | Jacob Massen      | 17             | White Hawk   | Vector/IKV | 69,63                              |

### Mujeres. Individual
| Fecha Día-mes-año | Lugar                 | Altitud (m s. n. m.) | Competidora         | Vehículo      | Vehículo        | Trayecto recorrido (en kilómetros) |
| Fecha Día-mes-año | Lugar                 | Altitud (m s. n. m.) | Competidora         | Denominación  | Diseñador       | Trayecto recorrido (en kilómetros) |
| 20-08-2002        | Dudenhofen, Alemania  | 135                  | Ellen van der Horst | White Hawk    | Vector/IKV      | 42,46                              |
| 01-08-2004        | Dudenhofen, Alemania  | 70                   | Ellen van Vugt      | Varna Diablo  | Georgi Georgiev | 68,97                              |
| 01-08-2004        | Dudenhofen, Alemania  | 70                   | Rosemarie Buhler    | Varna Diablo  | Georgi Georgiev | 73,41                              |
| 19-07-2009        | Romeo, Estados Unidos | 295                  | Bárbara Buatois     | Varna Tempest | Georgi Georgiev | 84,02                              |

## Plusmarcas según la Unión Ciclista Internacional

### Hombres
| Fecha      | Corredor            | Lugar            | (a)    | (b)    |  |
| 11/5/1893  | Henri Desgrange     | París            | 35,325 |        |  |
| 31/10/1894 | Jules Dubois        | París            | 38,220 |        |  |
| 30/7/1897  | Oscar Van den Eynde | París            | 39,140 |        |  |
| 3/7/1898   | Willie Hamilton     | Denver           | 40,781 |        |  |
| 24/8/1905  | Lucien Petit Breton | París            | 41,110 |        |  |
| 20/6/1907  | Marcel Berthet      | París            | 41,520 |        |  |
| 22/8/1912  | Oscar Egg           | París            | 42,122 |        |  |
| 7/8/1913   | Marcel Berthet      | París            | 42,741 |        |  |
| 21/8/1913  | Oscar Egg           | París            | 43,525 |        |  |
| 20/9/1913  | Marcel Berthet      | París            | 43,775 |        |  |
| 18/8/1914  | Oscar Egg           | París            | 44,247 |        |  |
| 25/8/1933  | Jan Van Hout        | Roermond         | 44,588 |        |  |
| 28/9/1933  | Maurice Richard     | Sint-Truiden     | 44,777 |        |  |
| 31/10/1935 | Giuseppe Olmo       | Milán            | 45,090 |        |  |
| 14/10/1936 | Maurice Richard     | Milán            | 45,325 |        |  |
| 29/9/1937  | Frans Slaats        | Milán            | 45,485 |        |  |
| 3/11/1937  | Maurice Archambaud  | Milán            | 45,767 |        |  |
| 7/11/1942  | Fausto Coppi        | Milán            | 45,871 |        |  |
| 29/6/1956  | Jacques Anquetil    | Milán            | 46,159 |        |  |
| 19/9/1956  | Ercole Baldini      | Milán            | 46,394 |        |  |
| 18/9/1957  | Roger Rivière       | Milán            | 46,923 |        |  |
| 23/9/1959  | Roger Rivière       | Milán            | 47,347 |        |  |
| 30/10/1967 | Ferdinand Bracke    | Roma             | 48,093 |        |  |
| 10/10/1968 | Ole Ritter          | Ciudad de México | 48,653 |        |  |
| 25/10/1972 | Eddy Merckx         | Ciudad de México | 49,431 |        |  |
| 19/1/1984  | Francesco Moser     | Ciudad de México | -      | 50,808 |  |
| 23/1/1984  | Francesco Moser     | Ciudad de México | -      | 51,141 |  |
| 17/7/1993  | Graeme Obree        | Hamar            | -      | 51,596 |  |
| 23/7/1993  | Chris Boardman      | Burdeos          | -      | 52,270 |  |
| 27/4/1994  | Graeme Obree        | Burdeos          | -      | 52,713 |  |
| 2/9/1994   | Miguel Induráin     | Burdeos          | -      | 53,040 |  |
| 22/10/1994 | Tony Rominger       | Burdeos          | -      | 53,832 |  |
| 5/11/1994  | Tony Rominger       | Burdeos          | -      | 55,291 |  |
| 7/9/1996   | Chris Boardman      | Mánchester       | -      | 56,375 |  |
| 27/10/2000 | Chris Boardman      | Mánchester       | 49,441 |        |  |
| 19/7/2005  | Ondřej Sosenka      | Moscú            | 49,700 |        |  |
| 18/09/2014 | Jens Voigt          | Grenchen         | 51,115 |        |  |
| 30/10/2014 | Matthias Brändle    | Aigle            | 51,852 |        |  |
| 08/02/2015 | Rohan Dennis        | Grenchen         | 52,491 |        |  |
| 02/05/2015 | Alex Dowsett        | Mánchester       | 52,937 |        |  |
| 07/06/2015 | Bradley Wiggins     | Londres          | 54,526 |        |  |
| 16/04/2019 | Victor Campenaerts  | Aguascalientes   | 55,089 |        |  |
| 19/08/2022 | Daniel Bigham       | Grenchen         | 55,540 |        |  |
| 08/10/2022 | Filippo Ganna       | Grenchen         | 56,792 |        |  |

- (a): Récord de la hora oficial según la Unión Ciclista Internacional.
- (b): Mejor esfuerzo humano según la Unión Ciclista Internacional.[19]

### Hombres. Categoría máster. Individual
Las plusmarcas a julio de 2015 de las distintas clases de la categoría máster son las siguientes:
| Clase           | Fecha Día-mes-año | Lugar                               | Ciclista                 | Ciclista       | Trayecto recorrido (en kilómetros) |
| Clase           | Fecha Día-mes-año | Lugar                               | Nac. Nombre/s y apellido | Edad (en años) | Trayecto recorrido (en kilómetros) |
| 30 a 34 años    | 20-11-2004        | Carson (California), Estados Unidos | USA Curtis Gunn          | 33             | 47,7644                            |
| 35 a 39 años    | 26-04-2009        | Sídney, Australia                   | AUS Jayson Austin        | 39             | 48,315                             |
| 40 a 44 años    | 09-02-2013        | Sídney, Australia                   | AUS Jayson Austin        | 43             | 48,411                             |
| 45 a 49 años    | 25-09-1999        | Mánchester, Inglaterra              | USA Kent Bostik          |                | 49,361                             |
| 50 a 54 años    | 09-10-2012        | Mánchester, Inglaterra              | GBR Charles McCulloch    | 51             | 47,96                              |
| 55 a 59 años    | 29-01-2012        | Carson (California), Estados Unidos | USA Keith Alan Ketterer  | 57             | 45,0189                            |
| 60 a 64 años    | 01-10-2009        | Carson (California), Estados Unidos | USA Kennu Fuller         | 61             | 44,228                             |
| 65 a 69 años    | 11-10-2012        | Mánchester, Inglaterra              | NED Jan Brander          | 65             | 43,742                             |
| 70 a 74 años    | 14-09-2014        | Newport, Gales                      | GBR Mike Cotgreave       | 70             | 41,227                             |
| 75 a 79 años    | 29-07-2014        | Aguascalientes, México              | USA Jim Turner           | 75             | 38,494                             |
| 80 a 84 años    | 05-09-2014        | Londres, Inglaterra                 | GBR Sidney Schuman       | 84             | 28,388                             |
| Más de 100 años | 31-01-2014        | San Quintín en Yvelines, Francia    | FRA Robert Marchand      | 103            | 26,925                             |

### Mujeres
| Fecha      | Competidora                 | Lugar            | (a)    | (b)    |
| 7/7/1955   | Tamara Novikova             | Irkutsk          | 38,473 | —      |
| 18/10/1957 | Renée Vissac                | Milán            | 38,569 | —      |
| 25/9/1958  | Mildred Robinson            | Milán            | 39,718 | —      |
| 9/11/1958  | Elsy Jacobs                 | Milán            | 41,347 | —      |
| 25/11/1972 | María Cressari              | Ciudad de México | 41,471 | —      |
| 16/9/1978  | Cornella Van Oosten         | Múnich           | 43,082 | —      |
| 20/9/1986  | Jeannie Longo               | Colorado         | —      | 44,770 |
| 23/9/1987  | Jeannie Longo               | Colorado         | —      | 44,933 |
| 1/10/1989  | Jeannie Longo               | Ciudad de México | —      | 46,352 |
| 29/4/1995  | Catherine Marsal            | Burdeos          | —      | 47,112 |
| 17/6/1995  | Yvonne McGregor             | Mánchester       | —      | 47,411 |
| 26/10/1996 | Jeannie Longo               | Ciudad de México | —      | 48,159 |
| 18/10/2000 | Anna Wilson                 | Melbourne        | 43,500 | —      |
| 5/11/2000  | Jeannie Longo               | Ciudad de México | 44,767 | —      |
| 7/12/2000  | Jeannie Longo               | Ciudad de México | 45,094 | —      |
| 1/10/2003  | Leontien Van Moorsel        | Ciudad de México | 46,065 | —      |
| 13/09/2015 | Molly Shaffer Van Houweling | Ciudad de México | 46,274 | —      |
| 22/01/2016 | Bridie O’Donnell            | Adelaida         | 46,882 | —      |
| 27/02/2016 | Evelyn Stevens              | Colorado Springs | 47,980 | —      |
| 13/09/2018 | Vittoria Bussi              | Aguascalientes   | 48,007 | —      |
| 30/09/2021 | Joscelin Lowden             | Grenchen         | 48,405 | —      |
| 23/05/2022 | Ellen van Dijk              | Grenchen         | 49,254 | —      |
| 13/10/2023 | Vittoria Bussi              | Aguascalientes   | 50,267 | —      |
| 10/05/2025 | Vittoria Bussi              | Aguascalientes   | 50,455 | —      |

- (a): Récord de la hora oficial según la Unión Ciclista Internacional.
- (b): Mejor esfuerzo humano según la Unión Ciclista Internacional.